# Arsínoe (filla de Leucip)
Arsínoe (en grec antic: Ἀρσινόη) va ser, segons la mitologia grega, una de les Leucípides o filles de Leucip, rei de Messènia.
La tradició la fa filla de Leucip i de Filòdice, filla d'Ínac, que a més d'Arsínoe van tenir a Eriopis. Una altra tradició de la que parla Pausànias diu que les Leucípides eren filles d'Apol·lo, i Leucip era només el pare mortal.
Pausànias diu que els messenis creuen que Arsínoe era la mare d'Asclepi però afegeix que, segons la seva opinió, ella no n'era la mare i que Hesíode o algun altre poeta ho va escriure així per agradar als messenis. També diu que a Esparta tenia un temple dedicat i deien d'ella que era una heroïna.
Les germanes d'Arsínoe, Hilaïra i Febe es van casar amb Càstor i Pòl·lux, els Dioscurs.